# تشارلي باتيسون
تشارلي باتيسون (بالإنجليزية: Charlie Pattison)‏ هو لاعب كرة قدم بريطاني في مركز الوسط، ولد في 28 ديسمبر 2000 في بيدفورد في المملكة المتحدة. لعب مع ميلتون كينز دونز.